# Ashmeadiella pronitens
Ashmeadiella pronitens là một loài Hymenoptera trong họ Megachilidae. Loài này được Cockerell mô tả khoa học năm 1906.